# Discinella
Discinella is een geslacht van schimmels behorend tot de familie Discinellaceae. De typesoort is Discinella boudieri.

## Soorten
Volgens Index Fungorum telt het geslacht 12 soorten (peildatum september 2023):
| Soortnaam                  | Auteur(s)                     | Publicatiejaar |
| -------------------------- | ----------------------------- | -------------- |
| Discinella badicolor       | Boud.                         | 1889           |
| Discinella boudieri        | (Quél.) Boud.                 | 1907           |
| Discinella exidiiformis    | (Berk. & Broome) Boud.        | 1907           |
| Discinella limosella       | (P. Karst.) Boud.             | 1907           |
| Discinella lividopurpurea  | Boud.                         | 1889           |
| Discinella luteoalba       | Bres.                         | 1926           |
| Discinella margarita       | W.D. Buckley                  | 1920           |
| Discinella minutissima     | Ramsb. & Garnett              | 1914           |
| Discinella nemorosa        | (P. Crouan & H. Crouan) Boud. | 1907           |
| Discinella purpurascens    | (Pers.) Boud.                 | 1907           |
| Discinella schenkii        | (Batsch) Boud.                | 1907           |
| Discinella washingtonensis | Kanouse                       | 1948           |